# C.G. Piehls bryggeri

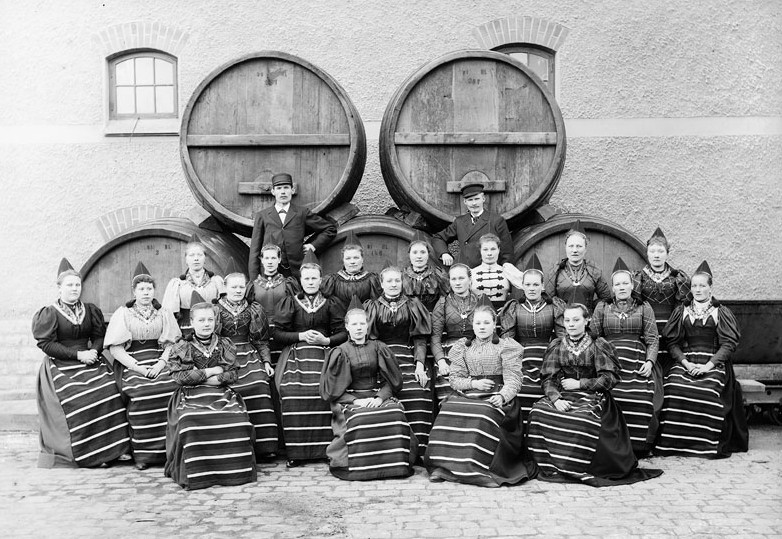
Arbeterskor vid Piehls bryggeri 1897.
Foto: Frans Gustaf Klemming.

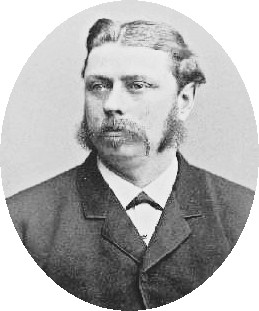
C.G. Piehl.

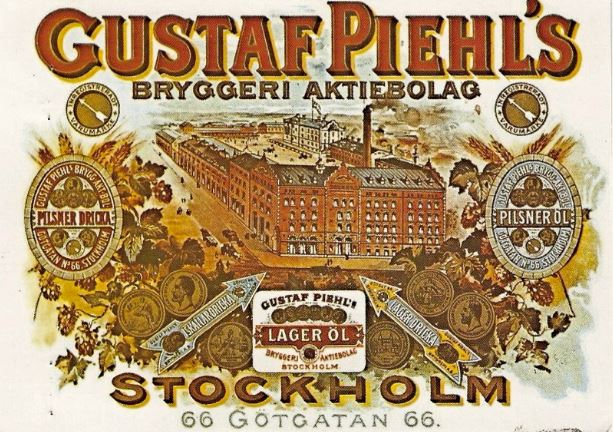
Piehls bryggeri Götgatan 66.

C G Piehls Bryggeri var ett bryggeri beläget vid Björngårdsgatan på Södermalm och Gustaf Piehls Nya Bryggeri låg vid nuvarande Götgatan 100 på Södermalm i Stockholm. 

## Historik
På 1880-talet köpte Carl Gustaf Piehl Pehr Bjurholms bryggeri på Björngårdsgatan på Södermalm. Piehl hade avlagt bryggmästarexamen vid bryggaruniversitetet Weihenstephan i Bayern. Senare hade han arbetat hos Neumüllers Bryggeri vid Åsögatan på Söder. Bryggeriet på Björngårdsgatan utökade och moderniserade han och blev mycket framgångsrikt. 
År 1889 sålde Piehl sitt bryggeri till konsortiet AB Stockholms Bryggerier. Han fortsatte att driva verksamheten som disponent i tre år. Efter en konflikt med svågern Herrman Egnell 1892 grundade han 1892 Gustaf Piehls Nya Bryggeri. Det var en stor och modern anläggning som låg vid Götgatan 66 (nuvarande 100) i dåvarande kvarteret Uret (idag Rektangeln). Piehls nya bryggeri räknades till ett av de största i Sverige och hade redan 1895 elektriskt ljus. Arkitekt för anläggningen var Kasper Salin som ritade bryggeriets tegelröda fasader i stilen rohbau.
Verksamheten togs sedermera över av äldste sonen Carl-Gustaf Piehl. Man bryggde öl med namn som Marsöl, Vegaöl, Münchenöl, Bittert Nürnberg, Witzenbier, Pilsnerdricka och Franziskanerbier. Den nya ägaren AB Stockholms Bryggerier lade ned Piehls Bryggeri 1941. Lokalerna nyttjades sedan av småindustrier, och som lager och kylrum. 1952 förvärvade Stockholms stad Piehls gamla fabriksanläggning och först 1980 revs hela komplexet. I kvarteret Rektangeln, där bryggeriet låg är sedan 1981 Ringens köpcentrum med bostadsfastigheter beläget. Den juridiska personen Gustaf Piehls Bryggeri AB finns fortfarande kvar i form av det kommunala Stockholms Stads Parkerings AB. Staden förvärvade bryggerifastigheterna genom att överta samtliga aktier i bolaget. Firmanamnet ändrades till Fastighets AB Uret och Rektangeln och var sedan vilande i många år. När parkeringsbolaget inrättades 1977 ändrades firmanamnet ånyo, till Stockholms Stads Parkerings AB.